# Sporfinder
Sporfinder betegner en person der praktiserer sporfinding, dvs. at finde og tyde spor, typisk dyrespor i naturen. Sporfinder kan oversættes som "tracker" på engelsk.
Sporfinding er en vigtig kundskab i jæger-samler samfund, da det ofte udgør en betydelig del af jagten. Det ved vi fra antropologiske og etnografiske studier af nutidige jæger-samler samfund, herunder indianerstammer, arktiske Inuit, afrikanske stammer, australske aboriginere og andre natur- og urfolk over hele Jorden. Meget tyder på at sporfinding har været en vigtig del af de fleste forhistoriske samfund også og måske endda har været tæt knyttet til menneskets udvikling.
Til sporfinding bruges ofte specialtrænede hunde, herunder jagthunde og sporhunde.
Sporfinding er også anvendt i andre sammenhænge end jagt, herunder menneskejagt og i moderne tid til efterforskning i kriminalsager.

## Literatur
- Brown, T. (1999) The Science and Art of Tracking. New York: Berkley Books
- Carss, B. (2000) The SAS Guide to Tracking (SAS), Boston: The Lyons Press
- Taylor, A. and Cooper, D. (1992) Fundamentals of Mantracking, the Step-by-Step Method, Emergency Response Inst.
- Diaz, David (2005) Tracking—Signs of Man, Signs of Hope: A Systematic Approach to the Art and Science of Tracking Humans, Boston: The Lyons Press.
- Halfpenny, J. (1986) A Field Guide to Mammal Tracking. Boulder: Johnson Books.
- Liebenberg, L.W. (2006) Persistence hunting by modern hunter-gatherers. Curr. Anthropol. 47, 1017-1025.
- Rezendes, Paul (1999): "Tracking and the Art of Seeing: How to Read Animal Tracks and Sign", HarperCollins Publishers